# 18 Stunden bis zur Ewigkeit
18 Stunden bis zur Ewigkeit (Originaltitel: Juggernaut) ist ein britischer Thriller von Richard Lester aus dem Jahr 1974 mit Richard Harris und Omar Sharif in den Hauptrollen.

## Handlung
Das Kreuzfahrtschiff S.S. Britannic befindet sich auf dem Atlantik in einer Schlechtwetterfront. Reedereivorstand Nicholas Porter erhält den Anruf eines Mannes, der sich Juggernaut nennt. Dieser sagt, er habe auf dem Schiff sieben Zeitzünder-Bomben versteckt, die in 18 Stunden explodieren würden. Die Bomben seien mit Fallen ausgestattet, die die Entschärfung unmöglich machen sollen. Der Mann fordert eine Geldsumme in Höhe von 500.000 Pfund. Ein paar kleine Demonstrations-Explosionen auf dem Schiff verleihen der Forderung Nachdruck.
Porter will das Geld zahlen, aber die Regierung ist dagegen, der Erpressung nachzugeben, und setzt die Reederei mit Hinweis auf gezahlte Subventionen unter Druck. Bombenexperten der britischen Marine unter Führung von Anthony Fallon werden in einer riskanten Operation, die erste Todesopfer fordert, per Fallschirm auf das Schiff gebracht, um die Bomben zu entschärfen. Der Scotland-Yard-Beamte John McCleod leitet derweil die Suche nach dem Erpresser, auch von persönlichen Motiven angetrieben, denn auch seine Frau und seine beiden Kinder befinden sich auf dem Schiff.
Die in Fässern untergebrachten, baugleichen Bomben werden gefunden. Alle sind durch einen komplizierten Mechanismus, gleich dem einer deutschen Luftmine des Zweiten Weltkriegs, geschützt. Bei einem Entschärfungsversuch explodiert eine der Bomben, später noch eine weitere. Es gibt weitere Todesopfer, darunter auch Fallons erster Assistent Charlie Braddock. Fallon will aufgeben, doch dann zieht Juggernaut nach einer gescheiterten Lösegeld-Übergabe seine Forderung zurück, jedoch ohne die Entschärfungsmethode preiszugeben. Fallon muss sich wieder an die Arbeit machen, um in der verbleibenden Zeit die Lösung zu finden, denn weitere Explosionen würden das Schiff zum Sinken bringen, und wegen des stürmischen Wetters kann das Schiff nicht ohne große Verluste evakuiert werden.
Scotland Yard gelingt es nach einem Hinweis von Fallon, den Erpresser als Sidney Buckland zu identifizieren und festzunehmen. Er war ehemaliger Lehrmeister Fallons. Als Fallon kurz vor Ablauf der Zeit vor dem letzten Schritt steht, entweder einen roten oder einen blauen Draht durchzuschneiden, fordert er Funkverbindung mit Buckland an, der ihm die Lösung nennen soll. Buckland fordert ihn zum Durchtrennen des blauen Drahtes auf, doch Fallon zögert. Als Buckland sich wiederholt, entscheidet sich Fallon spontan und ohne Absprache für den roten und entschärft so die Bombe – weniger als zwei Minuten vor der automatischen Zündung. Seine Kollegen machen dies nach seiner Vollzugsmeldung ebenfalls bei den anderen Bomben. Das Schiff und die Menschen sind gerettet.

## Hintergrund
- Der Film wurde in den Twickenham Film Studios in London und auf der Maxim Gorkiy (damals Hamburg) gedreht.[1]
- Für Fernsehausstrahlungen produzierte der Bayerische Rundfunk im Jahr 2002 eine Hörfilmfassung. Sprecher ist Bernd Benecke.[2]

## Kritik
Der Film wurde im Lexikon des internationalen Films als „ein dichter Thriller“ bezeichnet, seine „ausgeklügelte Spannung“ wurde gelobt. Die Süddeutsche Zeitung bezeichnete den Thriller als „spannend konstruiert“ und erwähnte die „unterschwellige Ironie“.